# Liberty Records
Pour les articles homonymes, voir Liberty.
Liberty Records est un label discographique américain fondé en 1955.

## Historique
Basé  à Hollywood, il est fondé en 1955 par Simon Waronker (1915-2005), avec Al Bennett comme président et Theodore Keep comme ingénieur du son.
Il obtient son premier grand succès d'emblée avec Julie London pour Cry Me A River.
Il signe ensuite avec quelques grands noms dont Henry Mancini.
Il s'aventure dans le rock 'n' roll et signe un contrat avec Eddie Cochran puis avec Johnny Burnette.
En 1957, Liberty Records rachète le label de jazz Pacific Jazz Records fondé en 1952, pour lequel avaient enregistré des musiciens tels que Chet Baker, Gerry Mulligan, Paul Desmond ou encore Joe Pass.
D'autres grands noms s'ajoutent à son catalogue : Jackie Wilson, Bobby Vee, Gene McDaniels, Del Shannon...
En 1958, le label est au bord de la faillite mais l'un de ses chanteurs, Ross Bagdasarian Sr., plus connu sous son nom de scène David Seville, connait le succès avec sa chanson Witch Doctor, se classant à la première place du Billboard. Cette chanson utilise la technique de l’accélération de la voix qui sera réutilisée en multipiste pour inventer les voix des trois tamias Alvin, Simon et Théodore dans la chanson The Chipmunk Song (Christmas Don't Be Late). Le groupe de musique fictif Alvin et les Chipmunks est ainsi formé. Dès sa sortie le 17 novembre 1958, la chanson se classe numéro un et devient la seule[réf. nécessaire] chanson de Noël à atteindre le numéro 1 du classement pop avec 4,5 millions d'exemplaires vendus.
Les noms des Chipmunks sont inspirés des dirigeants de Liberty (Al Bennett, Simon Waronker et Theodore Keep).